# 西藏齿突蟾
西藏齿突蟾（学名：Scutiger boulengeri）为锄足蟾科齿突蟾属的两栖动物，分布范围以中国为主。分布于四川、西藏、甘肃、青海等地，多生活于小山溪的尽源处或大中型溪流缓流处岸边石下或石块间隙内。其生存的海拔范围为3300至5100米。该物种的模式产地在金沙江上游。

## 保护
本种于2023年被收录入《有重要生态、科学、社会价值的陆生野生动物名录》。